# Ащепков, Евгений Андреевич
Евгений Андреевич Ащепков (28 апреля 1907, Харбин — 16 сентября 1983, Новосибирск) — советский архитектор, искусствовед и историк архитектуры.

## Биография
Учился в изостудии Н. Ф. Смолина в Томске (1923—1928).
В 1936 году окончил Новосибирский инженерно-строительный институт.
Работал в проектном отделе СибВО. С 1937 года — в Новосибгорстройпроекте. Автор жилых и общественных зданий рабочего поселка треста «Хакасуголь» (Черногорск, 1938).
В 1938 году поступил в аспирантуру НИСИ, где под руководством профессора А. Д. Крячкова защитил кандидатскую диссертацию (1942).
С 1938 года — на преподавательской работе в Новосибирском институте военных инженеров железнодорожного транспорта.
В 1944—1948 гг. — старший научный сотрудник Института истории и теории архитектуры АА СССР (1944—1948), где подготовил докторскую диссертацию.
С 1949 года в НИСИ: заведующий кафедрой истории и теории архитектуры (1949—1962), декан архитектурного факультета (1953), зам. дир. по научной работе (1954—1958), заведующий кафедрой планировки и застройки населенных мест (1962—1982), заведующий кафедрой основ архитектурного проектирования и истории архитектуры и градостроительства (с 1982).
Похоронен на Заельцовском кладбище.

## Сочинения
- Ащепков Е. А. Город Новосибирск / Под общ. ред. В. Веснина, Д. Аркина, Ив. Леонидова; Академия архитектуры СССР. Институт истории и теории архитектуры. — М.: Изд-во Акад. архитектуры СССР, 1949. — 30 с. — (Архитектура городов СССР).
- Русское деревянное зодчество. Гос. изд-во Архитектуры и градостроительства, 1950.
- Русское народное зодчество в Западной Сибири. Москва : Изд-во Акад. архитектуры СССР, 1950.
- Русское народное зодчество в Восточной Сибири. Москва : Гос. изд-во лит. по стр-ву и архитектуре, 1953.
- Архитектура Китая. М.: Госстройиздат, 1959.
- Особенности развития архитектуры народного жилища в Сибири. М.: Наука, 1964.
- Окладников А. П., Гоголев З. В., Ашепков Е. А. Древний Зашиверск: Древнерусский заполярный город. — М.: Наука, 1977. — 208 с. Архивировано 12 августа 2014 года.

## Награды и почётные звания
- Орден «Знак Почёта»
- Заслуженный архитектор РСФСР (1969).